# Robert Monroe
Robert Allan Monroe, também conhecido como Bob Monroe (* 30 de Outubro de 1915 em Lexington, Kentucky; † 17 de Março de 1995), foi um norte-americano empresário, engenheiro de som, jornalista, parapsicólogo, projetor consciente e autor de Viagens fora do corpo (título original: Journeys Out of the Body), obra que popularizou a expressão "experiências fora do corpo".

## Obra
- Viagens fora do corpo (Journeys Out of the Body) - 1971
- Viagens além do universo (Far journeys) - 1985
- A última jornada (Ultimate Journey) - 1994